# Leuconotis griffithii
Leuconotis griffithii är en oleanderväxtart som beskrevs av Joseph Dalton Hooker. Leuconotis griffithii ingår i släktet Leuconotis och familjen oleanderväxter. Inga underarter finns listade i Catalogue of Life.